# Caragana alaschanica
Caragana alaschanica är en ärtväxtart som beskrevs av Valery Ivanovich Grubov. Caragana alaschanica ingår i släktet karaganer, och familjen ärtväxter. Inga underarter finns listade i Catalogue of Life.